# Horace Fairbanks

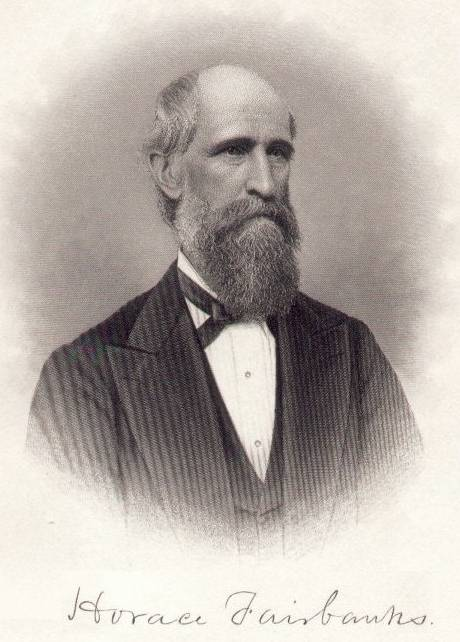
Horace Fairbanks

Horace Fairbanks (* 21. März 1820 in Barnet, Caledonia County, Vermont; † 17. März 1888 in New York City) war ein US-amerikanischer Politiker und von 1876 bis 1878 Gouverneur des Bundesstaates Vermont.

## Frühe Jahre und Aufstieg
Horace Fairbanks war ein Sohn von Erastus Fairbanks, der zwischen 1852 und 1861 zweimal Gouverneur von Vermont gewesen war. Horace besuchte die öffentlichen Schulen seiner Heimat und die Phillips Academy. Dann stieg er in die familieneigene Firma E & T Fairbanks & Company ein, die einst von seinem Vater und seinem Onkel gegründet worden war. Die Firma stellte Waagen und Messgeräte her und war damals der größte Arbeitgeber in Vermont. Bald stieg Horace in der Firma zum Leiter der Buchhaltung auf. Gleichzeitig war er aber noch in anderen Branchen aktiv. Er war Präsident der First National Bank of St. Johnsbury und einer lokalen Eisenbahngesellschaft. Politisch war er Mitglied der damals in Vermont dominierenden Republikanischen Partei. Im Jahr 1869 wurde Fairbanks in den Staatssenat gewählt. Aufgrund einer Erkrankung konnte er dieses Mandat aber nicht antreten.

## Gouverneur von Vermont und weiterer Lebenslauf
Im Jahr 1876 wurde er zum neuen Gouverneur seines Staates gewählt. Horace Fairbanks trat sein neues Amt am 5. Oktober 1876 an. In seiner zweijährigen Amtszeit wurde ein Landwirtschaftsausschuss gegründet und die gesetzlichen Grundlagen für die Zulassung von Medizinern geschaffen. Nach Ablauf seiner Amtszeit widmete sich Fairbanks wieder seinen privaten Geschäften. Er war außerdem Kurator der University of Vermont. Horace Fairbanks machte sich auch als Philanthrop einen Namen. Bereits 1871 stiftete er der Stadt St. Johnsbury eine öffentliche Bücherei mit etwa 8000 Bänden. Später folgten weitere Schenkungen dieser Art. Ihm zu Ehren wurde ein nach ihm benanntes Museum eingerichtet. Horace Fairbanks war seit 1840 mit Mary E. Taylor verheiratet. Das Paar hatte drei Kinder.